# Piptadenia floribunda
Piptadenia floribunda är en ärtväxtart som beskrevs av Anthonia Kleinhoonte. Piptadenia floribunda ingår i släktet Piptadenia och familjen ärtväxter. Inga underarter finns listade i Catalogue of Life.